# Sarvastivada

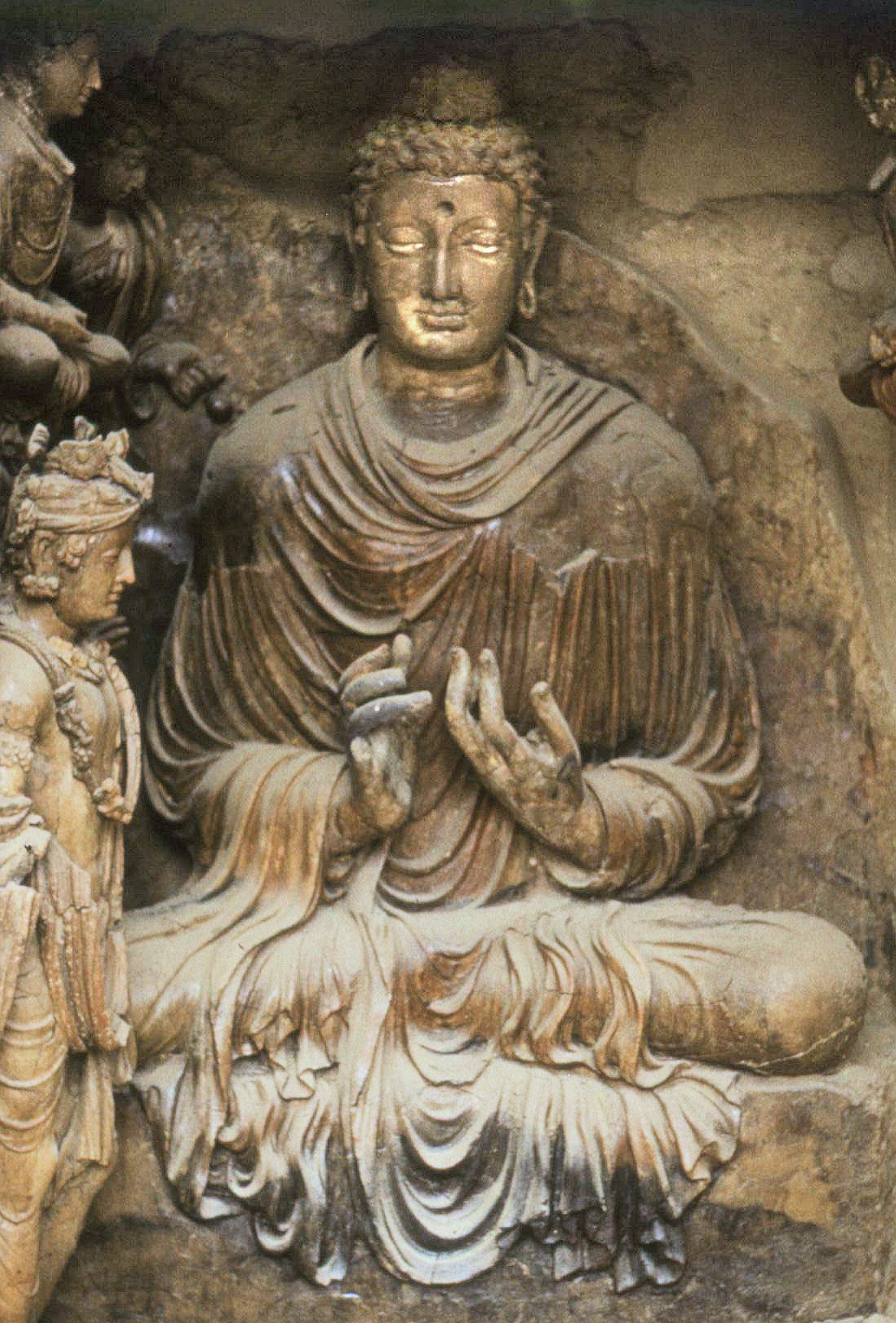
Buda sentado do mosteiro sarvastivádim de Tapa Shotor, século II d.C.

Sarvastivada (sânscrito: 𑀲𑀭𑁆𑀯𑀸𑀲𑁆𑀢𑀺𑀯𑀸𑀤, Sarvāstivāda; páli: Sabbatthivāda; chinês tradicional: 說一切有部; pinyin: Shuō Yīqièyǒu bù) foi uma das escolas do budismo inicial estabelecidas em torno do reinado de Açoca (século III AEC). Era particularmente conhecido como uma tradição de Abidarma, com um conjunto único de sete obras abidármicas.
Um dos grupos monásticos budistas mais influentes, florescendo em todo o norte da Índia (especialmente Caxemira) e Ásia Central até o século VII. O ramo ortodoxo da escola na Caxemira compôs o grande e enciclopédico Mahāvibhāṣa Śāstra na época do reinado de Canisca (c. 127–150 EC). Por causa disso, os sarvastivádins ortodoxos que sustentavam as doutrinas do Mahāvibhāṣa eram chamados de Vaibhāṣikas.
Essa escola sustentava a existência de todos os darmas (fenômenos) no passado, presente e futuro.
De acordo com o teravádim Dipavamsa, o Sarvastivada surgiu da antiga escola Mahīśāsaka; mas o Śāriputraparipṛcchā e o Samayabhedoparacanacakra afirmam que o Mahīśāsaka emergiu do Sarvastivada. Acredita-se que os sarvastivádins deram origem à seita Mūlasarvāstivāda, bem como à tradição Sautrāntika, embora a relação entre esses grupos ainda não tenha sido totalmente determinada.

## Nomenclatura e etimologia
Sarvāstivāda é um termo sânscrito que pode ser glosado como: "a teoria de tudo o que existe". O Sarvastivada argumentou que todos os darmas existem no passado, presente e futuro, os "três tempos". O Abhidharmakośakārikā de Vasubandhu afirma: "Aquele que afirma a existência dos darmas dos três períodos de tempo [passado, presente e futuro] é considerado um sarvāstivādin."
O equivalente páli é Sabbatthivada. Apesar de haver alguma disputa sobre como a palavra "sarvastivada" deve ser analisada, o consenso geral é que ela deve ser interpretada em três partes: sarva: 'tudo' ou 'todo' + asti: 'existe' + vada: doutrina ou ensinamentos. Isto se equipara perfeitamente com o termo chinês, 說一切有部 (Shuō Yīqièyǒu bù), que significa literalmente ‘a seita que fala da existência de tudo’, como usado por Xuanzang e outros tradutores.
O Sarvastivada também era conhecido por outros nomes, particularmente hetuvada e yuktivada. Hetuvada vem de hetu – 'causa', o que indica sua ênfase na causalidade e condicionalidade. Yuktivada vem de yukti – 'razão' ou mesmo 'lógica', que ecoa seu uso de argumento racional e silogismo.

## Origem e história

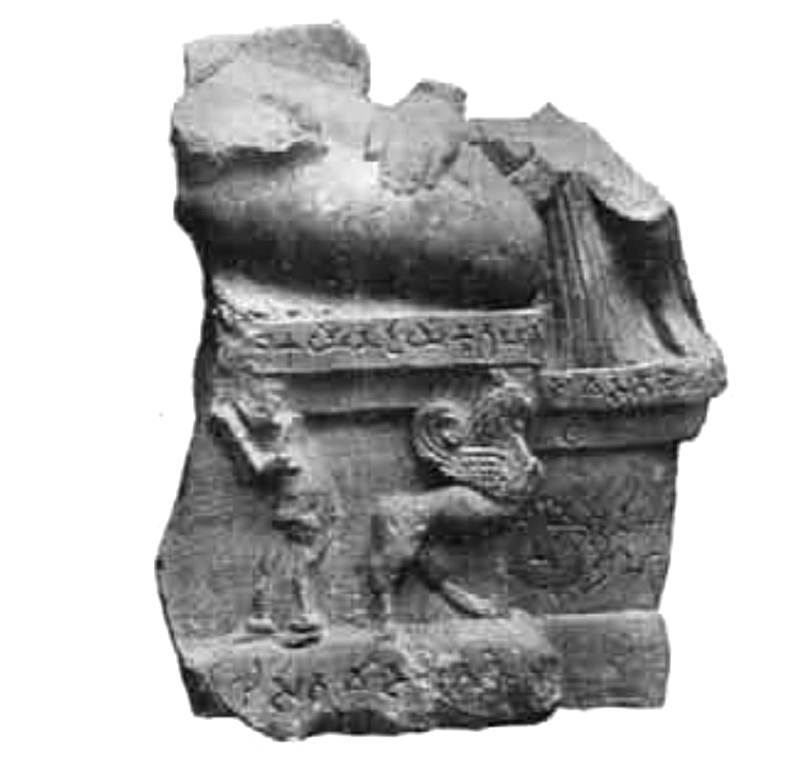
Fragmento de uma estela de Buda em nome de uma "senhora kshatrapa " chamada Naṃda (Naṃdaye Kshatrapa), da Arte de Mathura. A estela é dedicada ao Bodisatva "para o bem-estar e felicidade de todos os seres sencientes para a aceitação das sarvastivadas". Período dos Sátrapas do Norte, século I EC.

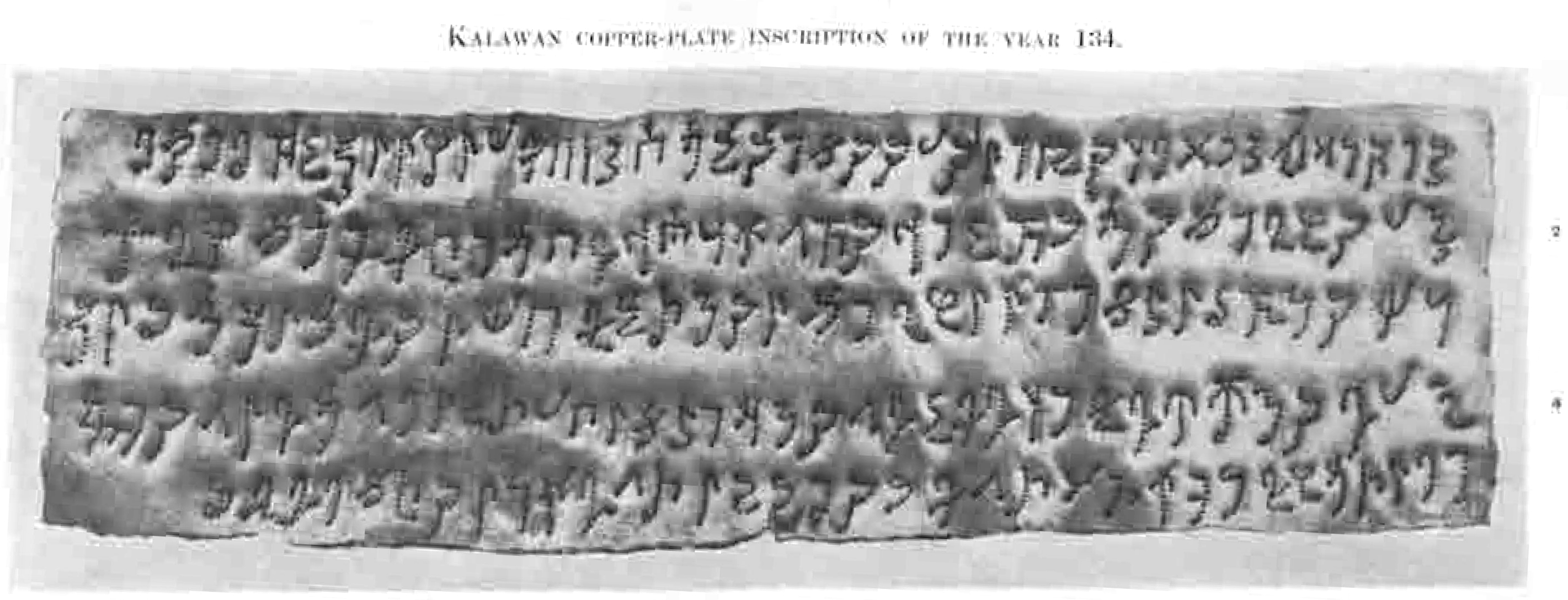
Inscrição em placa de cobre mencionando os sarvastivadas, no ano 134 da era Azes, ou seja, 84 EC, Kalawan, Taxila.

### História inicial
De acordo com Charles Prebish, "há muito mistério em torno do surgimento e desenvolvimento inicial da escola sarvastivadim". De acordo com Dhammajoti, "sua presença, bem como a de sua rival — a linhagem Vibhajyavāda — ao tempo do imperador Aśoka, está fora de dúvida. Como o reinado de Aśoka é por volta de 268–232 A.E.C., isso significa que pelo menos em meados do século III A.E.C., já havia se desenvolvido em uma escola distinta."
Na Ásia Central, vários grupos monásticos budistas foram historicamente predominantes. De acordo com alguns relatos, os sarvastivádins surgiram do sthavira nikāya, um pequeno grupo de conservadores, que se separou da maioria reformista dos mahāsāṃghikas no Segundo Concílio Budista. De acordo com esse relato, eles foram expulsos de Magadha e se mudaram para o noroeste da Índia, onde se desenvolveram na escola sarvastivádim.
Vários estudiosos identificaram três fases principais distintas da atividade missionária vistas na história do budismo na Ásia Central, que estão associadas, respectivamente, ao Dharmaguptaka, Sarvastivada e Mulasarvastivada, e as origens do Sarvastivada também foram relacionadas a Açoca enviando Majjhantika (sânscrito: Madhyāntika) em uma missão a Gandara, que teve uma presença precoce do Sarvastivada. Acredita-se que os sarvastivádins, por sua vez, deram origem à seita Mulasarvastivada, embora a relação entre esses dois grupos ainda não tenha sido totalmente determinada. De acordo com Prebish, "este episódio corresponde bem com uma tradição sarvastivadim afirmando que Madhyantika converteu a cidade de Kasmir, que parece ter laços estreitos com Gandara".
Uma terceira tradição diz que uma comunidade de monges sarvastivádim foi estabelecida em Matura pelo patriarca Upagupta. Na tradição sarvastivádim Upagupta é dito ter sido o quinto patriarca depois de Mahākaśyapa, Ananda, Madhyāntika e Śāṇakavāsin, e na tradição Ch'an ele é considerado o quarto.

### Era cuchana

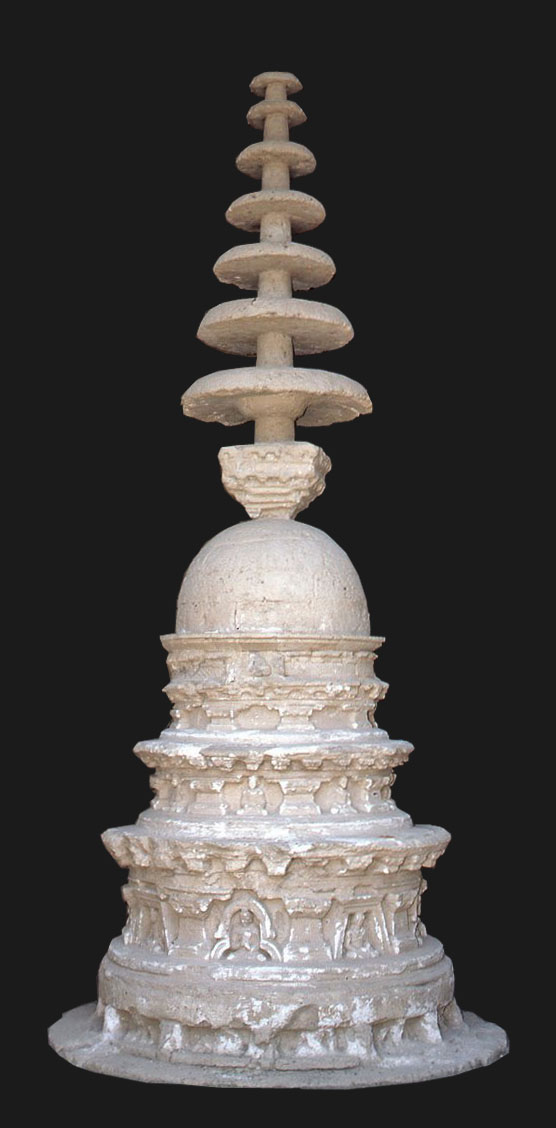
Uma estupa votiva da era cuchana de Mohra Muradu, Taxila, onde se sabe que os grupos sarvastivadas viveram até o final do primeiro século AEC.

O Sarvastivada teve o patrocínio de Canisca (c. 127–150 d.C.) imperador do Império Cuchana, durante o qual eles foram muito fortalecidos e se tornaram uma das seitas dominantes do budismo no norte da Índia por séculos, florescendo em todo o noroeste da Índia, norte da Índia e Ásia Central.
Quando a escola Sarvastivada realizou um sínodo na Caxemira durante o reinado de Canisca II (c. 158-176), o mais importante texto Abidarma sarvastivada, o Astagrantha de Katyayaniputra foi reescrito e revisado em sânscrito. Este texto revisado era agora conhecido como Jñānaprasthāna ("Curso de Conhecimento"). Embora o Astagrantha gandarano tivesse muitos vibhaṣas (comentários), o novo Kashmiri Jñānaprasthāna tinha um Mahāvibhaṣa sânscrito, compilado pelo sínodo sarvastivada da Caxemira. O Jñānaprasthāna e seu Mahāvibhaṣa foram então declarados a nova ortodoxia pelos caxemires, que se autodenominavam vaibhāṣikas.

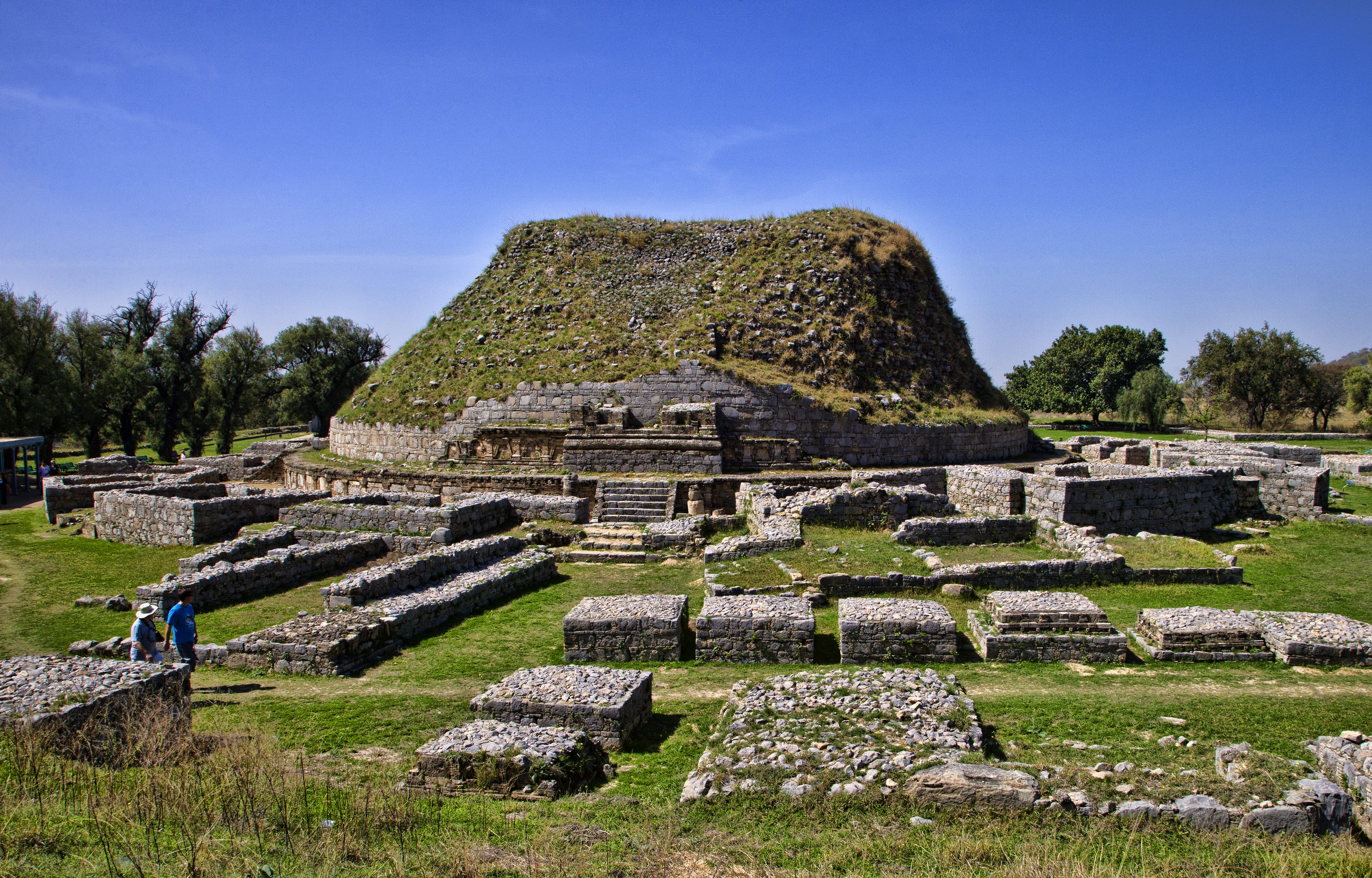
A Estupa de Dharmarajika e as ruínas do mosteiro, um importante local budista em Taxila, uma das capitais do Império Cuchana.

Esta nova ortodoxia vaibáchica, no entanto, não foi prontamente aceita por todos os sarvastivádins. Alguns "mestres ocidentais" de Gandara e Báctria tinham visões divergentes que discordavam da nova ortodoxia da Caxemira. Essas divergências podem ser vistas em obras pós-Mahāvibhaṣa, como o *Tattvasiddhi-Śāstra (成實論), o *Abhidharmahṛdaya (T nº 1550) e seus comentários (T nº 1551, nº 1552), o Abhidharmakośakārikā de Vasubandhu e seus comentários (que criticaram algumas visões ortodoxas), e o *Nyāyānusāra (Ny) do mestre Saṃghabhadra (cerca do século V EC) que formulou a resposta vaibáchica mais robusta às novas críticas.

### Bacia do Tarim
Quando o peregrino chinês Xuanzang visitou Cucha em 630 EC, ele recebeu os favores de Suvarna-deva, filho e sucessor de Suvarna-puspa, e do rei hinaiana de Cucha. Xuanzang descreveu em muitos detalhes as características de Kucha, e provavelmente visitou as cavernas de Kizil. Da religião do povo de Kucha, ele diz que eram sarvastivadas e escreve:
"Existem cerca de cem conventos (saṅghārāmas) neste país, com cinco mil e mais discípulos. Estes pertencem ao Pequeno Veículo da escola dos Sarvāstivādas (Shwo-yih-tsai- yu-po) Sua doutrina (ensino dos Sūtras) e suas regras de disciplina (princípios do Vinaya) são como as da Índia, e aqueles que as lêem usam as mesmas (originais).— Xuanzang, sobre a religião de Cucha.

## Sub-escolas
Sarvastivada era um grupo difundido, e havia diferentes sub-escolas ou seitas ao longo de sua história, sendo as mais influentes as escolas Vaibhāṣika e Sautrāntika. De acordo com Cox, Willemen e Dessein:
"temos, basicamente, para diferenciar os sarvāstivādins originais originários de Matura, os vaibhāṣikas caxemires, os Mestres Ocidentais de Gandara e Báctria (os Mestres Dārṣṭāntika-Sautrāntika) que também eram referidos como Bahirdesaka, Aparāntaka e Pāścāttya, e os mūlasarvāstivādins. Como os vários grupos influenciaram uns aos outros, mesmo essas subescolas muitas vezes não formam grupos homogêneos."

### Vaibhāṣika
O Vaibhāṣika foi formado por adeptos do Mahāvibhāṣa Śāstra (MVŚ) durante o conselho da Caxemira. Desde então, compreendia o ramo ortodoxo ou principal da escola Sarvāstivāda com sede em Kāśmīra (embora não exclusiva desta região). O Vaibhāśika-Sarvāstivāda, que tinha de longe o "edifício mais abrangente da sistemática doutrinária" das primeiras escolas budistas, foi amplamente influente na Índia e além.
Como observado por K. L. Dhammajoti, "É importante perceber que nem todos eles necessariamente se inscreveram em cada visão sancionada pelos compiladores MVŚ. Além disso, a natureza evolutiva das visões vaibhāṣikas também deve ser reconhecida."
Os vaibáchica-sarvastivádins às vezes são referidos no MVŚ como "os abidarmicas", "os teóricos de Sarvastivada" e "os mestres de Caxemira". Em vários textos, eles também se referiram à sua tradição como Yuktavāda (a doutrina da lógica), bem como Hetuvāda (a doutrina das causas).
A escola Vaibáchica se via como a tradição ortodoxa Sarvastivada, e eles estavam unidos em sua defesa doutrinária da teoria de "tudo existe" (sarvām asti). Esta é a doutrina que sustentava que darmas, passado, presente e futuro, todos existem. Esta doutrina tem sido descrita como uma teoria eternalista do tempo.
Enquanto os vaibáchicas sustentavam que todos os darmas dos três tempos existem, eles sustentavam que apenas os darmas presentes têm "eficácia" (karitra), assim eles foram capazes de explicar como o presente parece funcionar de forma diferente do passado ou futuro. Entre os diferentes pensadores da Sarvastivada, havia ideias diferentes sobre como essa teoria deveria ser entendida. Essas diferenças foram aceitas desde que não contradissessem a doutrina de "tudo existe" e podem ser vistas no MVŚ, que descreve as quatro diferentes interpretações dessa doutrina pelos 'quatro grandes abidarmicas do Sarvastivada': Dharmatrāta, Buddhadeva, Vasumitra e Ghoṣaka.
As doutrinas do Sarvastivada não se limitavam a 'tudo existe', mas também incluem a teoria da momentaneidade (ksanika), conjunção (samprayukta) e simultaneidade causal (sahabhu), condicionalidade (hetu e pratyaya), uma apresentação única do caminho espiritual (marga), e outros. Essas doutrinas estão todas interconectadas e é o princípio de 'tudo existe' que é a doutrina axial que mantém o movimento maior unido quando os detalhes precisos de outras doutrinas estão em jogo.
A fim de explicar como é possível que um darma permaneça o mesmo e, no entanto, também sofra mudanças à medida que se move através dos três tempos, o Vaibáchica sustentou que os darmas têm uma essência constante (svabhāva) que persiste através dos três tempos. O termo também foi identificado como uma marca única ou característica própria (svalaksana) que diferenciava um darma e permanecia imutável ao longo de sua existência. De acordo com vaibáchicas, svabhavas são aquelas coisas que existem substancialmente (dravyasat) em oposição àquelas coisas que são feitas de agregações de darmas e, portanto, têm apenas uma existência nominal (prajñaptisat).

### Darstânticas e sautrânticas
Os sautrāntikas ("aqueles que defendem os sūtras"), também conhecidos como dārṣṭāntikas (que podem ou não ter sido um grupo separado, mas relacionado), não defendiam o Mahāvibhāṣa Śāstra, mas enfatizavam os sutras budistas como autoritativos.
Já na época do MVŚ, os primeiros darstânticas, como Dharmatrāta e Buddhadeva, existiam como uma escola de pensamento dentro do aprisco do Sarvastivada que discordava das visões ortodoxas. Esses grupos também eram chamados de "os mestres ocidentais" (pāścātya), os mestres estrangeiros (bahirdeśaka ; também chamados de 'os mestres fora de Caxemira' e os 'mestres gandarianos'). Eles estudaram os mesmos textos abidarmas que outros sarvastivádins, mas de uma forma mais crítica. De acordo com K. L. Dhammajoti, eles acabaram repudiando a doutrina sarvastivada de "tudo existe".
É este grupo, ou seja, aqueles que rejeitaram a doutrina sarvastivada mais importante (junto com várias outras visões-chave vaibáchicas), que veio a ser chamado Sautrântica (aqueles que confiam nos sutras). No entanto, os sautrânticas não rejeitaram o abidarma, na verdade eles foram os autores de vários manuais de abidarma, como o *Abhidharmahṛdaya.

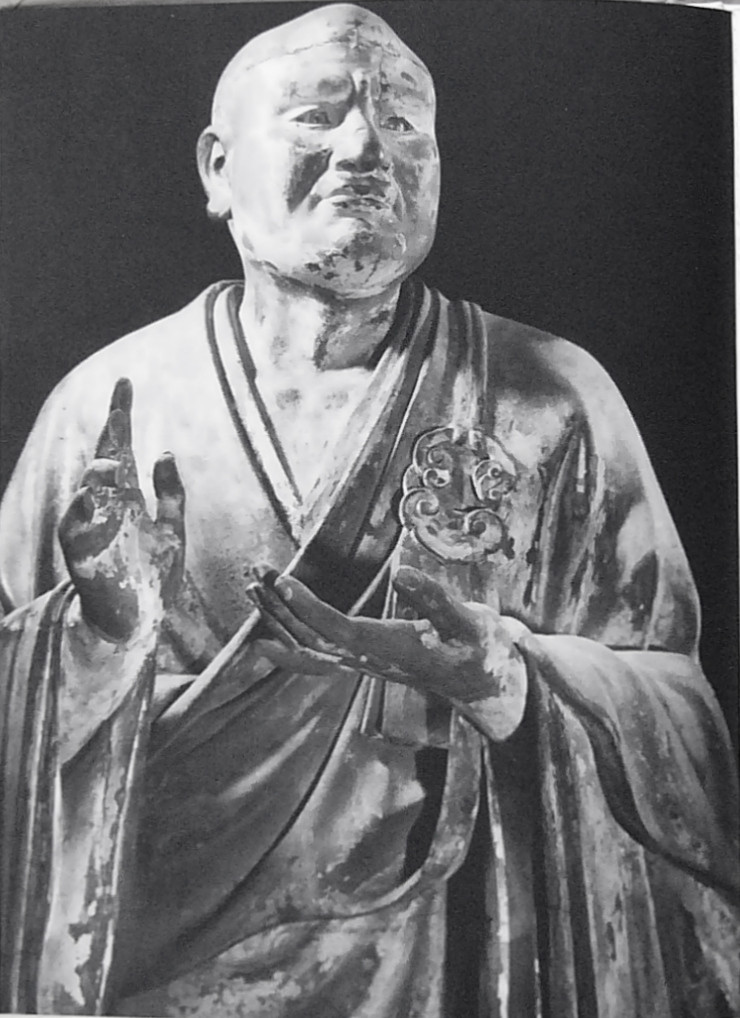
Vasubandhu: Madeira, 186 cm de altura, cerca de 1208, Templo Kofukuji, Nara, Japão

O sautrântica mais importante foi Vasubandhu (ca. 350-430), um nativo de Purusapura em Gandhara. Ele é famoso por seu Abhidharmakośa, um trabalho de abidarma muito influente, com um autocomentário que defende as visões do Sautrântica. Mais tarde, ele se converteu à escola Iogachara do Maaiana, uma tradição que se desenvolveu a partir do Abidarma sarvastivada.
Kośa de Vasubandhu levou a uma reação vigorosa de seu contemporâneo, o brilhante mestre vaibáchica Saṃghabhadra, que se diz ter passado 12 anos compondo o *Nyāyānusāra (um comentário aos versos de Vasubandhu) para refutar Vasubandhu e outros sautrânticas, como Sthavira Śrīlāta e seu aluno Rāma.
O Kośa foi tão influente que se tornou o texto abidarma por excelência tanto no budismo do leste asiático quanto no budismo indo-tibetano. Ainda hoje, continua sendo o principal texto para o estudo do Abidarma nessas tradições.
A tradição budista posterior de pramāṇa fundada por Dignāga e Dharmakīrti também está associada à escola Sautrantika.

### Mulasarvastivádins
Há muita incerteza quanto à relação da escola Mūlasarvāstivāda (que significa raiz ou Sarvāstivāda original) e as outras. Eles certamente foram influentes na divulgação de seu Mūlasarvāstivāda Vinaya, pois continua sendo a regra monástica usada no budismo indo-tibetano hoje. Além disso, eles parecem ter sido influentes na Indonésia no século VII, conforme observado por Yijing.
Uma série de teorias foram postuladas por acadêmicos sobre como as duas estão relacionadas, incluindo:
- Frauwallner sustenta que Mulasarvastivada era a comunidade de Matura, que era um grupo independente dos sarvastivádins de Caxemira. De acordo com Bhikkhu Sujato, essa teoria "resistiu ao teste do tempo".
- Lamotte pensou que o Vinaia mulasarvastivada era uma compilação tardia de Caxemira.
- Warder sugere que os mulasarvastivádins foram um grupo tardio que compilou um Vinaia e o Saddharmasmṛtyupasthāna Sūtra.
- Enomoto sustenta que os sarvastivádins e os mulasarvastivádins eram os mesmos.
- Willemen, Dessein e Cox sustentam que este grupo é realmente a escola sautrântica que se renomeou nos últimos anos da história da escola Sarvastivada

## Textos do Abhidharma Sarvastivada
O abidarma Sarvastivada consiste de sete textos. Eles são:
- Sangitiparyaya ('Discursos sobre reuniões')
- Dharmaskandha ('Agrupamento de darmas')
- Prajnaptishastra ('Tratado sobre designações')
- Dhatukaya ('Conjunto de elementos')
- Vijnanakaya ('Conjunto da consciência')
- Prakaranapada ('Exposição')
- Jnanaprasthana ('Fundações do conhecimento')